# 岡田光了
岡田 光了（おかだ みつのり、1925年8月24日 - 1998年5月27日）は、日本の裁判官。専門は刑事法。ロッキード事件丸紅ルート第1審の裁判長を務めたことで知られる。

## 来歴
※以下の出典は（ロッキード事件関連を除き）「岡田光了先生略歴」『清和法学研究』6号（清和大学法学部、1999年3月31日、p.313）による。
東京に生まれる。
1944年に海軍予備生となり、1945年8月に復員した。
1948年に東京大学法学部を卒業する。人事院事務官となるが、在職中に司法試験に合格し、1953年に人事院を退官した。司法修習生を経て、1955年に新潟地方裁判所の判事補となる。1965年に東京地方裁判所判事に転任する。1968年から司法研修所教官を務めた後、1972年からは再び東京地方裁判所に戻り判事、部総括判事（1975年）となる。この時代にロッキード事件丸紅ルートの審理を裁判長として担当した。1983年10月の判決では、被告の田中角栄に対して懲役4年の実刑判決を下している。
1985年に福島地方裁判所長に就任するが、翌年には東京高等裁判所統括判事に転じた。同じ1986年には法制審議会刑事法特別委員会委員にも選任されている。その後、司法書士試験委員も務める。1989年から横浜地方裁判所長を務めた後、1992年に停年退官した。
退官後は弁護士登録するとともに、東京地方裁判所の調停委員にも就任する。
1993年に中央学院大学法学部客員講師（刑法・刑事訴訟法担当）となり、1995年からは清和大学法学部教授（刑事政策・経済刑法担当）に就任した。
1996年勲二等瑞宝章を受章。1998年に教授在職のまま死去した。

## 主な担当事件
※以下の出典は「岡田光了先生略歴」『清和法学研究』6号（清和大学法学部、1999年3月31日、p.313）による。
- 吉展ちゃん事件
- ロッキード事件（裁判長）
- 愛のコリーダ事件